# Kyjovice (Moravia-Slesia)
Kyjovice è un comune della Repubblica Ceca facente parte del distretto di Opava, nella regione della Moravia-Slesia.